# Крутянська волость
Крутянська волость — історична адміністративно-територіальна одиниця Балтського повіту Подільської губернії Російської імперії. Волосний центр — містечко Круті.
Станом на 1885 рік складалася з 17 поселень, 10 сільських громад. Населення — 15119 осіб (8193 чоловічої статі та 6926 — жіночої), 2135 дворових господарств.
|                     | Площа, десятин | У тому числі орної, дес. |
| ------------------- | -------------- | ------------------------ |
| Сільських громад    | 12259          | 10803                    |
| Приватної власності | 19234          | 9798                     |
| Казенної власності  | 2085           |                          |
| Іншої власності     | 650            | 375                      |
| Загалом             | 34228          | 20976                    |

Поселення:
- Олександрівка
- Будеї
- Бурштени (Бурштяни)
- Іванівка
- Круті (містечко)
- Мойна (колонія)
- Петрівка
- Плоть
- Семенівка
- Слободзея
- Стримба
- Тимкове
  - Волядинка[2]